# Preolímpico de Concacaf de 1996
El Preolímpico de Concacaf de 1996 fue el torneo clasificatorio de fútbol de América del Norte, América Central y el Caribe para los Juegos Olímpicos de Atlanta 1996.
Estados Unidos (por ser el anfitrión) y México fueron las selecciones calificadas.

## Ronda preliminar

### Primera fase
| 17 de febrero de 1995 | Guatemala | 4:0 | Belice | Estadio Mateo Flores, Ciudad de Guatemala |  |
|                       |           |     |        | Árbitro(s): Berrio                        |  |

| 5 de marzo de 1995 | Belice | 2:2 | Guatemala | MCC Grounds, Orange Walk     |  |
|                    |        |     |           | Árbitro(s): Argelio Sabillón |  |

### Segunda fase
| 5 de mayo de 1995 | Guatemala | 0:1 (0:0) | El Salvador | Estadio Mateo Flores, Ciudad de Guatemala             |                                                       |
|                   |           |           | Cabrera 66' | Asistencia: 5 000 espectadores Árbitro(s): René Parra | Asistencia: 5 000 espectadores Árbitro(s): René Parra |

| 26 de mayo de 1995 | El Salvador  | 1:1 (1:0) | Guatemala    | Estadio Cuscatlán, San Salvador                       |                                                       |
|                    | Cerritos 12' |           | Trujillo 61' | Asistencia: 6 643 espectadores Árbitro(s): León Padró | Asistencia: 6 643 espectadores Árbitro(s): León Padró |

| 29 de julio de 1995 | Bermudas | 0:2 (0:1) | Costa Rica                  | Estadio Nacional, Hamilton                            |                                                       |
|                     |          |           | Gómez 22' (pen.) · Soto 66' | Asistencia: 2 000 espectadores Árbitro(s): Brian Hall | Asistencia: 2 000 espectadores Árbitro(s): Brian Hall |

| 6 de agosto de 1995 | Costa Rica                                   | 5:0 (1:0) | Bermudas | Estadio Nacional, San José |                           |
|                     | Gómez 8' · Mullins 56', 58', 66' · Parks 79' |           |          | Árbitro(s): Freddy Burgos  | Árbitro(s): Freddy Burgos |

| 3 de diciembre de 1995 | Panamá | 0:5 (0:2) | México                                                           | Estadio Escuela de Balboa, Ciudad de Panamá |                             |
|                        |        |           | Deeke 27' · Padilla 40' · Blanco 64' · Abundis 66' · Astivia 72' | Árbitro(s): Rodrigo Badilla                 | Árbitro(s): Rodrigo Badilla |

| 13 de diciembre de 1995 | México                                            | 4:0 (2:0) | Panamá | Estadio Nemesio Díez, Toluca de Lerdo |                          |
|                         | Sánchez 34' · Palencia 42' · García 49' · Sol 76' |           |        | Árbitro(s): Nelson Cálix              | Árbitro(s): Nelson Cálix |

#### Grupo A
Jugado en Kingston.
| Equipo            | Pts. | PJ | PG | PE | PP | GF | GC | Dif |
| ----------------- | ---- | -- | -- | -- | -- | -- | -- | --- |
| Jamaica           | 9    | 3  | 3  | 0  | 0  | 19 | 1  | 18  |
| Santa Lucía       | 6    | 3  | 2  | 0  | 1  | 7  | 6  | 1   |
| Islas Caimán      | 3    | 3  | 1  | 0  | 2  | 2  | 12 | -10 |
| Antigua y Barbuda | 0    | 3  | 0  | 0  | 3  | 2  | 11 | -9  |

| 4 de junio de 1995 | Antigua y Barbuda | 1:2 (1:1) | Islas Caimán           | Independence Park, Kingston |                     |
|                    | White Jr. 37'     |           | Ebanks 2' · Downey 86' | Árbitro(s): Cameron         | Árbitro(s): Cameron |

| 4 de junio de 1995 | Jamaica                                                           | 6:0 (5:0) | Santa Lucía | Independence Park, Kingston |                    |
|                    | Belford 3', 36' · Griffiths 5' · Dawnes 33' · Lowe 34' · Rose 87' |           |             | Árbitro(s): Laurie          | Árbitro(s): Laurie |

| 6 de junio de 1995 | Antigua y Barbuda | 1:6 (1:4) | Jamaica                                                          | Independence Park, Kingston |                      |
|                    | White Jr. 44'     |           | Lowe 19', 38', 53' (pen.) · Belford 23' · Dawnes 42' · Davis 81' | Árbitro(s): Davelaar        | Árbitro(s): Davelaar |

| 6 de junio de 1995 | Islas Caimán | 0:4 (0:0) | Santa Lucía                                           | Independence Park, Kingston |                     |
|                    |              |           | Baptiste 66' (pen.) · Elva 69' · Desconocido/s ?', ?' | Árbitro(s): Cameron         | Árbitro(s): Cameron |

| 8 de junio de 1995 | Santa Lucía | 3:0 | Antigua y Barbuda | Independence Park, Kingston |  |
|                    |             |     |                   | Árbitro(s): Davelaar        |  |

| 8 de junio de 1995 | Jamaica                                                       | 7:0 (2:0) | Islas Caimán | Independence Park, Kingston |                    |
|                    | Lowe 16', 31', ?', ?' · Barnes 47' · Griffiths 80' · Dawes ?' |           |              | Árbitro(s): Laurie          | Árbitro(s): Laurie |

#### Grupo B
Jugado en Puerto España.
| Equipo                       | Pts.   | PJ     | PG     | PE     | PP     | GF     | GC     | Dif    |
| ---------------------------- | ------ | ------ | ------ | ------ | ------ | ------ | ------ | ------ |
| Trinidad y Tobago            | 6      | 2      | 2      | 0      | 0      | 7      | 1      | 6      |
| San Vicente y las Granadinas | 3      | 2      | 1      | 0      | 1      | 3      | 3      | 0      |
| Guyana                       | 0      | 2      | 0      | 0      | 2      | 1      | 7      | -6     |
| Surinam                      | Retiro | Retiro | Retiro | Retiro | Retiro | Retiro | Retiro | Retiro |

| 23 de agosto de 1995 | Guyana     | 1:2 (1:1) | San Vicente y las Granadinas | Estadio Nacional, Puerto España |                     |
|                      | Smartt 30' |           | John 44' · Sam 52'           | Árbitro(s): Barrett             | Árbitro(s): Barrett |

| 25 de agosto de 1995 | Trinidad y Tobago                                       | 5:0 (4:0) | Guyana | Estadio Nacional, Puerto España |                   |
|                      | Glasgow 9', 67' · Mulraine 18' · John 27' · Copland 43' |           |        | Árbitro(s): Lewis               | Árbitro(s): Lewis |

| 27 de agosto de 1995 | Trinidad y Tobago     | 2:1 (2:0) | San Vicente y las Granadinas | Estadio Nacional, Puerto España |                        |
|                      | John 7' · Glasgow 44' |           | King 56'                     | Árbitro(s): León Padró          | Árbitro(s): León Padró |

## Organización

### Sedes
| Edmonton                   | Edmonton         |
| -------------------------- | ---------------- |
| Estadio de la Mancomunidad | Clarke Stadium   |
| Capacidad: 20 000          | Capacidad: 5 000 |
|                            |                  |

### Equipos participantes
| Equipos participantes | Equipos participantes | Equipos participantes |
| --------------------- | --------------------- | --------------------- |
| Canadá                | Costa Rica            | Jamaica               |
| México                | El Salvador           | Trinidad y Tobago     |

## Clasificación
| Equipo            | Pts. | PJ | PG | PE | PP | GF | GC | Dif |
| ----------------- | ---- | -- | -- | -- | -- | -- | -- | --- |
| México            | 15   | 5  | 5  | 0  | 0  | 12 | 1  | 11  |
| Canadá            | 8    | 5  | 2  | 2  | 1  | 7  | 3  | 4   |
| Costa Rica        | 7    | 5  | 2  | 1  | 2  | 9  | 9  | 0   |
| Jamaica           | 6    | 5  | 2  | 0  | 3  | 7  | 11 | -4  |
| Trinidad y Tobago | 4    | 5  | 1  | 1  | 3  | 6  | 10 | -4  |
| El Salvador       | 3    | 5  | 1  | 0  | 4  | 7  | 14 | -7  |

### Resultados
| 10 de mayo de 1996 | Canadá                              | 3:0 (2:0) | Jamaica | Estadio de la Mancomunidad, Edmonton                        |                                                             |
|                    | De Vos 9' · Nash 41' · Thompson 80' |           |         | Asistencia: 7 029 espectadores Árbitro(s): Zimmerman Boulos | Asistencia: 7 029 espectadores Árbitro(s): Zimmerman Boulos |

| 11 de mayo de 1996 | México                        | 3:0 (0:0) | El Salvador | Estadio de la Mancomunidad, Edmonton                    |                                                         |
|                    | Blanco 47', 75' · Abundis 77' |           |             | Asistencia: 4 112 espectadores Árbitro(s): Nelson Cálix | Asistencia: 4 112 espectadores Árbitro(s): Nelson Cálix |

| 11 de mayo de 1996 | Costa Rica                            | 4:2 (2:1) | Trinidad y Tobago      | Estadio de la Mancomunidad, Edmonton                  |                                                       |
|                    | Soto 26' · Gómez 30', 46', 79' (pen.) |           | Dwarika 29' · John 76' | Asistencia: 4 112 espectadores Árbitro(s): Brian Hall | Asistencia: 4 112 espectadores Árbitro(s): Brian Hall |

| 13 de mayo de 1996 | El Salvador                           | 3:1 (1:1) | Jamaica        | Clarke Stadium, Edmonton                              |                                                       |
|                    | Cerritos 18' · Prado 46' · Montes 89' |           | Lowe 4' (pen.) | Asistencia: 4 952 espectadores Árbitro(s): Brian Hall | Asistencia: 4 952 espectadores Árbitro(s): Brian Hall |

| 13 de mayo de 1996 | Canadá | 0:0 | Trinidad y Tobago | Estadio de la Mancomunidad, Edmonton                     |  |
|                    |        |     |                   | Asistencia: 4 952 espectadores Árbitro(s): Vanroy Burnes |  |

| 13 de mayo de 1996 | México                                           | 4:0 (2:0) | Costa Rica | Estadio de la Mancomunidad, Edmonton                            |                                                                 |
|                    | Sol 2' · Blanco 19' · Arellano 50' · Abundis 60' |           |            | Asistencia: 4 952 espectadores Árbitro(s): Mario Efraín Escobar | Asistencia: 4 952 espectadores Árbitro(s): Mario Efraín Escobar |

| 15 de mayo de 1996 | Jamaica                  | 2:1 (2:1) | Costa Rica | Clarke Stadium, Edmonton                                |                                                         |
|                    | Lowe 11' · Griffiths 44' |           | Gómez 10'  | Asistencia: 4 818 espectadores Árbitro(s): Nelson Cálix | Asistencia: 4 818 espectadores Árbitro(s): Nelson Cálix |

| 15 de mayo de 1996 | Canadá                                          | 4:2 (3:2) | El Salvador              | Estadio de la Mancomunidad, Edmonton                      |                                                           |
|                    | De Vos 5' · Xausa 20' · Nash 44' · Thompson 53' |           | Martínez 19' · López 45' | Asistencia: 4 818 espectadores Árbitro(s): Rafael Pedroza | Asistencia: 4 818 espectadores Árbitro(s): Rafael Pedroza |

| 15 de mayo de 1996 | México                   | 2:0 (1:0) | Trinidad y Tobago | Estadio de la Mancomunidad, Edmonton                        |                                                             |
|                    | Abundis 22' · García 81' |           |                   | Asistencia: 4 818 espectadores Árbitro(s): Zimmerman Boulus | Asistencia: 4 818 espectadores Árbitro(s): Zimmerman Boulus |

| 17 de mayo de 1996 | Trinidad y Tobago      | 2:1 (1:0) | El Salvador | Clarke Stadium, Edmonton |                        |
|                    | Raeburn 30' · John 85' |           | López 76'   | Árbitro(s): Brian Hall   | Árbitro(s): Brian Hall |

| 17 de mayo de 1996 | Canadá | 0:0 | Costa Rica | Estadio de la Mancomunidad, Edmonton                            |  |
|                    |        |     |            | Asistencia: 8 831 espectadores Árbitro(s): Mario Efraín Escobar |  |

| 17 de mayo de 1996 | México                    | 2:1 (1:1) | Jamaica      | Estadio de la Mancomunidad, Edmonton                     |                                                          |
|                    | Blanco 16' · Arellano 84' |           | Williams 88' | Asistencia: 8 831 espectadores Árbitro(s): Vanroy Burnes | Asistencia: 8 831 espectadores Árbitro(s): Vanroy Burnes |

| 19 de mayo de 1996 | Jamaica                             | 3:2 (1:1) | Trinidad y Tobago      | Clarke Stadium, Edmonton                                  |                                                           |
|                    | Lowe 36', 87' (pen.) · Williams 50' |           | Trotman 11' · John 89' | Asistencia: 3 000 espectadores Árbitro(s): Rafael Pedroza | Asistencia: 3 000 espectadores Árbitro(s): Rafael Pedroza |

| 19 de mayo de 1996 | Costa Rica                                 | 4:1 (1:0) | El Salvador         | Clarke Stadium, Edmonton  |                           |
|                    | Montero 16' · Gómez 51', 63' · Bennett 67' |           | Cerritos 87' (pen.) | Árbitro(s): Vanroy Burnes | Árbitro(s): Vanroy Burnes |

| 19 de mayo de 1996 | Canadá | 0:1 (0:0) | México     | Estadio de la Mancomunidad, Edmonton                             |                                                                  |
|                    |        |           | Alfaro 62' | Asistencia: 19 401 espectadores Árbitro(s): Mario Efraín Escobar | Asistencia: 19 401 espectadores Árbitro(s): Mario Efraín Escobar |

|                           |
| Bandera de México         |
| Campeón México 4.º título |

## Repesca intercontinental
Canadá, segundo lugar del torneo, enfrentó a Australia, ganadora de la clasificatoria oceánica. Cada país jugó el repechaje como local y visitante. El vencedor fue Australia, al imponerse con marcador global de 7:2, por lo que clasificó a Atlanta 1996.
| 26 de mayo de 1996 | Canadá         | 2:2 (1:1) | Australia                    | Estadio de la Mancomunidad, Edmonton                           |                                                                |
|                    | Xausa 21', 84' |           | Lozanovski 31' · Spiteri 54' | Asistencia: 13 049 espectadores Árbitro(s): Kim Milton Nielsen | Asistencia: 13 049 espectadores Árbitro(s): Kim Milton Nielsen |

| 2 de junio de 1996 | Australia                                                          | 5:0 (1:0) | Canadá | Estadio de Fútbol de Sídney, Sídney                     |                                                         |
|                    | Foxe 16' · Lozanovski 58' · Viduka 82' · Agostino 85' · Muscat 87' |           |        | Asistencia: 25 809 espectadores Árbitro(s): Ali Bujsaim | Asistencia: 25 809 espectadores Árbitro(s): Ali Bujsaim |

## Calificados
| Bandera de Estados Unidos | Bandera de México   |
| Estados Unidos            | México              |
| Anfitrión                 | Campeón 4.to título |